# Barent Eriksz
Barent Eriksz, noto anche come Barent Erickzen e Bernard Ericks (Medemblik, XVI secolo – Paesi Bassi, ...), è stato un mercante ed esploratore olandese.
È considerato l'iniziatore degli scambi commerciali olandesi nella Costa d'Oro, in Africa.
Eriksz partì da Medemblik, nei Paesi Bassi, nel 1590, e salpò alla volta del Brasile facendo tappa prima ad Amburgo e poi in Nord Africa; raggiunto l'equatore, però, venne trattenuto per tre mesi a causa di venti sfavorevoli e si portò pertanto a visitare l'isola di Príncipe per riparare la sua nave. Qui venne arrestato dalle autorità portoghesi locali che lo mandarono in prigionia a São Tomé. Fu qui che venne a conoscenza dell'opportunità commerciale di fare degli scambi con Elmina sulla Costa d'Oro.
Non si sa quando, ma è dato per certo che Eriksz riuscì a fuggire dalla prigionia ed attorno al 1593 tornò nei Paesi Bassi per poi intraprendere un nuovo viaggio verso la Costa d'Oro in quello stesso anno, facendo ritorno nel marzo del 1594. Eriksz rimase attivo nel commercio in Costa d'Oro e fece undici viaggi in totale nell'area.